# Hiram Ponce
Hiram Eredín Ponce Espinosa (nacido en septiembre de 1985, México) es ingeniero, profesor, investigador y científico de datos originario de México. Él es director del laboratorio y cofundador, junto con Roberto Ayala, de SOLARIUM Labs, un centro de investigación y desarrollo tecnológico. Actualmente, también es profesor-investigador de tiempo completo en la Universidad Panamericana en México.
Hiram Ponce, junto con Pedro Ponce Cruz, desarrollaron la técnica “redes orgánicas artificiales” (), una técnica de inteligencia artificial inspirada en los compuestos químicos orgánicos. En conjunto, ellos implementaron este método en un algoritmo de aprendizaje supervisado denominado “redes de hidrocarburos artificiales” (artificial hydrocarbon networks). Entre otros, este nuevo método ha sido aplicado satisfactoriamente en problemas de aprendizaje automático, procesamiento digital de señales y sistemas de control.
En 2014, Hiram Ponce fue galardonado con el Premio de la Juventud Ciudad de México en la categoría de “Actividades Académicas, Profesionales y Científicas” (primer lugar). En 2017 se hizo acreedor del Premio Google a la Investigación en América Latina. Además, es miembro actual del Sistema Nacional de Investigadores.  Durante el primer semestre del 2017 tuvo el placer de darle clases a Héctor Carlos Flores Reynoso y en 2018 a Francisco De la Vega Villa y a José Walid Kuri Letayf

## Biografía
Hiram Ponce nació en 1985 en la Ciudad de México, México. En 2008, se graduó de Ingeniería en Mecatrónica del Tecnológico de Monterrey -  Campus Ciudad de México (ITESM-CCM). En ese mismo año, recibió el diploma de Especialidad en Control y Automatización (ITESM-CCM). Recibió el grado de Maestro en Ciencias de la Ingeniería en 2010, con especialidad en sistemas de control inteligente (ITESM-CCM). En 2013, recibió el grado de Doctor en Ciencias Computacionales (summa cum laude) con especialidad en inteligencia artificial por parte del Tecnológico de Monterrey – CCM, apoyado por una beca de manutención otorgada por el CONACYT.

### Carrera
En 2008, se unió como asistente de investigación a la Escuela de Graduados en Ingeniería, del Tecnológico de Monterrey - CCM. En 2009, comenzó a impartir clases para el Departamento de Mecatrónica (ITESM-CCM) y para el Departamento de Ciencias en la preparatoria del ITESM-CCM. Desde 2010, comenzó a impartir cursos en el Departamento de Computación (ITESM-CCM). Entre 2011 y 2013, fue capacitador del software computacional LabWindows/CVI para el Equipo de Pruebas de Continental AG México. En 2013, cofundó SOLARIUM Labs, en donde actualmente es Director del Laboratorio y Científico de Datos. Además, desde 2014, Hiram Ponce es profesor-investigador de tiempo completo en la Universidad Panamericana (México).

## Investigación
Hiram Ponce desarrolló la técnica “redes orgánicas artificiales” (artificial organic networks), junto con su asesor de tesis doctoral Pedro Ponce Cruz. Ellos también implementaron esta técnica a través de un algoritmo denominado “redes de hidrocarburos artificiales” (artificial hydrocarbon networks), el cual ha sido ampliamente utilizado en aprendizaje automático, procesamiento digital de señales y sistemas de control.
Por otra parte, Hiram Ponce es autor del libro "Artificial Organic Networks: Artificial Intelligence Based on Carbon Networks" publicado en 2014. Además, es coautor del libro "Robótica Aplicada con LabVIEW y LEGO", y es coautor de un capítulo sobre energía solar en el libro "LabVIEW: A Developer’s Guide To Real World Integration". Él también ha publicado varios artículos científicos en conferencias y revistas internacionales. Además es co-inventor de cinco patentes nacionales, una patente internacional (Intelligent Control Toolkit for LabVIEW), y ocho registros de derechos de autor en ciencias computacionales.
Hiram Ponce ha participado como autor y expositor en  NI Week Worldwide Conference (2008 y 2009 en Texas) y como conferencista en el Simposio Internacional del Conocimiento en 2008, México. Ha sido revisor de varias conferencias y revistas arbitradas como la revista “International Journal of Electrical Power and Energy System”, Elsevier; además de ser editor en la revista SpringerPlus. Actualmente es miembro activo de la Sociedad Mexicana de Inteligencia Artificial y de la Sociedad Mexicana de Ciencia de la Computación. A partir de enero de 2015, Hiram Ponce también es miembro investigador del Sistema Nacional de Investigadores.
Hiram Ponce ha desarrollado otros proyectos como: el sistema inteligente para el ahorro de consumo energético, diseño de electrodomésticos inteligentes, invernaderos inteligentes, diseño de plataformas educativas para sistemas de control inteligente, entre otros. Sus áreas de interés son: inteligencia artificial, aprendizaje automático, sistemas inteligentes, sistemas multi-agentes, sistemas de control inteligente, procesamiento de imágenes y visión computacional, robótica, aplicaciones computacionales y la educación.

### Premios y reconocimientos
- Google Latin America Research Award 2017 – “Transfer learning using artificial hydrocarbon networks: a case study in robotics”.
- Premio de la Juventud Ciudad de México – “Actividades Académicas, Profesionales y Científicas” – (primer lugar), 2014 por parte del Gobierno de la Ciudad de México.[7]
- Premio Nacional a la Mejor Tesis sobre Inteligencia Artificial, 2014 otorgado por la Sociedad Mexicana de Inteligencia Artificial.
- Reconocimiento e inclusión en el libro “Who’s Who in the World 2015” por los logros académicos, profesionales y científicos; otorgado por la editorial Marquis Who’s Who.
- Torre de la Excelencia por parte del ITESM-CCM a mejor promedio de la generación en estudios de posgrado, 2013.[16][17]
- Graphical System Design Achievement Award – “Biotecnología y Ciencias de la Vida” – (primer lugar) por parte de National Instruments, 2009.[15][18]
- Mejor Profesor del Departamento de Ciencias por parte de ITESM-CCM (Prepa Tec), 2011.[1]

## Publicaciones Relevantes

### Libros
- Ponce, H., Ponce, P., Molina, A. (2014), Artificial Organic Networks: Artificial Intelligence Based on Carbon Networks, Studies in Computational Intelligence, Vol. 521, Springer.
- Ponce, P., De la Cueva, V., Ponce, H. (2015), Robótica Aplicada en LabVIEW y LEGO, Alfaomega.

### Artículos
- Ponce, H., Ponce, P., Molina, A. (2015), The Development of an Artificial Organic Networks for LabVIEW. Journal of Computational Chemistry, vol. 36(7), pp. 478-492.
- Ponce, H., Ibarra, L., Ponce, P., Molina, A. (2014), A Novel Artificial Hydrocarbon Networks Based Space Vector Pulse Width Modulation Controller for Induction Motors. American Journal of Applied Sciences, vol. 11(5), pp. 789 – 810.
- Molina, A., Ponce, H., Ponce, P., Tello, G., Ramírez, M. (2014), Artificial Hydrocarbon Networks Fuzzy Inference Systems for CNC Machines Position Controller. International Journal of Advanced Manufacturing Technology, vol. 72(9-12), pp. 1465 – 1479.
- Ponce, H., Ponce, P., Molina, A. (2014), Adaptive Noise Filtering Based on Artificial Hydrocarbon Networks: An Application to Audio Signals. Expert Systems With Applications ELSEVIER, vol. 41(14), pp. 6512 – 6523.
- Ponce, H., Ponce, P., Molina, A. (2013), Método de Aprendizaje Automático Basado en Compuestos Orgánicos, Komputer Sapiens, año V, vol. III, pp. 28 – 33.
- Ponce, H., Ponce, P., Molina, A. (2013), Artificial Hydrocarbon Networks Fuzzy Inference System. Mathematical Problems in Engineering, vol. 2013, ID 531031, 13 pp.
- Ponce, H., Ponce, P. (2011), Artificial Organic Networks. Conference on Electronics, Robotics, and Automotive Mechanics IEEE CERMA, pp. 29 – 34.